# Мішель Вельбек
Міше́ль Вельбе́к (фр. Michel Houellebecq фр. вимова: [miʃɛl wɛlˈbɛk], справжнє прізвище — Тома, Thomas; народився 1958) — французький прозаїк, поет, співак, сценарист, кінорежисер. Лауреат Премій за найкращу книгу року (1998), Інтеральє  (2005). Лауреат Гонкурівської премії (2010) за роман «Карта і територія». Один з найбільш читаних у світі французьких авторів.
Мимовільне зауваження про іслам під час рекламного туру його роману «Платформа» 2001 року призвело до того, що Уельбека притягли до суду за розпалювання расової ненависті (зрештою звинувачення зняли). Згодом він переїхав до Ірландії на кілька років , а потім повернувся до Франції, де він зараз проживає . У 2015 році його назвали «найбільшим літературним експортом Франції та, дехто каже, найбільшим живим письменником». У статті DW за 2017 рік його назвали «беззаперечною зіркою та enfant terrible сучасної французької літератури».

## Біографія

### Дитинство й навчання
Мішель Вельбек народився 26 лютого 1958 р. на острові Реюньйон, володінні Франції в Індійському океані. Його батько, провідник в горах, і його мати, лікар-анестезіолог, приділяли йому мало уваги після народження сестри. Спочатку його виховували бабуся і дідусь по материнській лінії, що жили в Алжирі, а у шість років його забрала до себе бабуся з боку батька, Генрієта, активна прихильниця комуністичної партії. З нею в Вельбека складаються прекрасні стосунки, саме її прізвище він вибере згодом своїм літературним псевдонімом.
У шістнадцять років Вельбек відкриває для себе твори Говарда Лавкрафта, творчості якого він через двадцять років присвятить окрему книгу. Майбутній письменник відвідує підготовчі курси при ліцеї Шапталя (Chaptal) в Парижі, щоб в 1975 р. вступити у Національний агрономічний інститут Париж-Гріньон (Institut National Agronomique Paris-grignon).
Там він створює літературний журнал «Карамазов» (Karamazov), для якого пише декілька поем, і робить постановку любительського фільму, під назвою Cristal de Souffrance.

### Сім'я і трудова діяльність
У тому ж році з'являється на світ його син Етьєн. Далі в житті Вельбека наступає період безробіття і відбувається розлучення з дружиною. Все це викликає у нього глибоку депресію. З 1983 року Вельбек працює в Парижі системним адміністратором, потім деякий час — у Міністерстві сільського господарства (цей період життя письменника знайде відображення в його дебютному романі «Розширення простору боротьби»), і нарешті, — в Національній асамблеї.
Літературну діяльність Мішель Вельбек починає з написання віршів і есе. У 1991 письменник публікує свої перші книги — збірка есе «Залишитися живим», присвячений постаті поета в сучасному світі, і дослідження про творчість американського письменника, класика літератури жахіть, Говарда Філіпса Лавкрафта «Г. Ф. Лавкрафт: Проти світу, проти життя». Через рік з'являється поетичний збірник «Гонитва за щастям». Його перші твори залишаються непоміченими.

### Популярність і визнання
Популярність до Мішеля Вельбека приходить разом з виходом його першого роману  «Розширення простору боротьби» (1994), у якому він ставить під сумнів ліберальні досягнення західного суспільства. Головним об'єктом критики стає сексуальна свобода, що на практиці обертається, на думку письменника, черговою пасткою для сучасної людини. Тема отримує розвиток в наступному романі Вельбека «Елементарні частки» (1998), у якому він аналізує шлях, пророблений західним суспільством, починаючи з сексуальної революції 1960-х, і приходить до невтішного висновку — людство приречене. Ця книга приносить французькому автору всесвітню славу і державну премію «Гран прі» з літератури.
Роман Вельбека «Можливість острова» (2005) завоював літературну премію «Інтеральє». За мотивами своєї книги Вельбек поставив однойменний художній фільм. Картина, прем'єра якої відбулася в серпні 2008 року в рамках кінофестивалю в Локарно, не викликала ентузіазму в критиків і викликала розгромні рецензії.
Мішель Вельбек залишив Францію в кінці 1990-х (можливо, не останню роль у цьому рішенні зіграли судове переслідування та загрози з боку представників мусульманської громади), жив в Ірландії, потім в Іспанії.
У 2010 році Вельбека звинуватили в плагіаті. За заявою французького інтернет-порталу Slate, письменник в своєму новому романі «Карта і територія» скопіював декілька абзаців з французької Вікіпедії практично без змін. Статті, які частково скопіював автор: Фредерік Ніу (Frédéric Nihous), кімнатна муха (Mouche domestique) та Бове (Beauvais).
Проте саме цього 2010 року Вельбек здобув давно очікувану Гонкурівську премію, що є найвищою відзнакою письменника-романіста у Франції. Популярний літературний журнал «Le Magazine Littéraire» на першій сторінці помістив великий заголовок «Мішель Вельбек, нарешті!» Премією відзначено саме роман «Карта і територія». Це була третя номінація Вельбека на Гонкурівську премію, попередні дві спроби, коли було висунуто його романи «Елементарні частинки» та згодом «Можливість острова», зазнали невдачі.

## Твори
- H.P. Lovecraft. Contre le monde, contre la vie, éditions du Rocher (1991)
- Rester vivant, méthode, La Différence (1991)
- La Poursuite du bonheur, poèmes, La Différence (1992), відзначено премією Трістана Цара
- Extension du domaine de la lutte, roman, Maurice Nadeau (1994)
- " Approches du désarroi ", contribution, in Objet perdu. Idées — Fictions — Images, album collectif, Parc (1995)
- La Peau, poèmes, livre d'artiste avec Sarah Wiame (680 примірників, травень 1995)
- La Ville, poèmes, livre d'artiste avec Sarah Wiame (25 примірників, січень 1996)
- Le Sens du combat, poèmes, Flammarion (1996), відзначено премією Флори
- Rester vivant et La Poursuite du bonheur, réédition remaniée en un volume, Flammarion (1997)
- Interventions, recueil d'articles, Flammarion (1998)
- Les fourmis imaginaires, essai, Flammarion (1998)
- Les Particules élémentaires, roman (премія Novembre) Flammarion (1998)
  - Елементарні частинки («Фоліо», 2005)
- Renaissance, poèmes, Flammarion (1999)
- Lanzarote, récit, Flammarion (2000)
- Poésies, poèmes, J'ai lu (2000)
- Plateforme, roman, Flammarion (2001)
  - Платформа («Фоліо», 2004)
- " J'ai un rêve ", Bordel, n° 3, Flammarion, (2003)
- La Possibilité d'une île, roman (премія Interallié), Fayard (2005)
  - Можливість острова («Фоліо», 2007)
- Ennemis publics, Flammarion Grasset (2008) (листування з філософом Бернаром-Анрі Леві)
- Interventions 2, recueil d'articles, Flammarion (2009)
- La Carte et le Territoire, Flammarion (Гонкурівська премія) (2010)
  - Карта і територія («Фоліо», 2012)
- Configuration du dernier rivage, Flammarion (2013)
- Non réconcilié. Anthologie personnelle: 1991—2013, Poésie/Gallimard (2014)
- Soumission, Flammarion (2015)
  - «Покора» («Клуб сімейного дозвілля», 2015)

## Погляди на політику та релігію
У 2014 році Вельбек розробив «проєкт нової конституції», заснованої на прямій демократії, згідно з якою президент республіки обирався б довічно, але міг бути миттєво відкликаний простим народним референдумом, і дозволяв би людям обирати суддів.
Під час свого виступу в Le Petit Journal 21 червня 2016 року Уельбек сказав, що голосував за партію Соціалістичної партії, яку очолювали Анн Ідальго та Жером Куме на муніципальних виборах у Парижі 2014 року. У 2017 році Вельбек пояснив, що він «не вірить в ідеологічне голосування, а в голосування, засноване на класі» і що «є клас, який голосує за Ле Пен, клас, який голосує за Меланшона, клас, який голосує за Макрона, і клас, який голосує за Фійона, я належу до тієї Франції, яка голосує за Макрона, тому що я надто багатий, щоб голосувати за Ле Пен або Меланшона».

У 2002 році під час інтерв’ю про свою книгу «Платформа», опубліковану в літературному журналі Lire, Вельбек зазначив:
Іслам є небезпечною релігією, і такою вона є з моменту її появи. На щастя, вона приречена. З одного боку, тому що Бога ісламу не існує, і навіть якщо хтось ідіот, він з часом це зрозуміє. У довгостроковій перспективі правда переможе. З іншого боку, іслам зсередини підірваний капіталізмом. Залишається тільки сподіватися, що він переможе швидко. Матеріалізм — менше зло. Його цінності є огидними, але все ж менш руйнівними, менш жорстокими, ніж цінності ісламу.
Його викликали перед судом за звинуваченнями в расовій ненависті після того, як у тому ж інтерв’ю назвав іслам «найдурнішою релігією» («la religion la plus con»). Він заявив суду в Парижі, що його слова були перекручені, сказавши: «Я ніколи не виявляв найменшої зневаги до мусульман [але] я так само сильно зневажаю іслам, як ніколи».  Суд його виправдав .

Негативно оцінив спроби легалізувати евтаназію у Франції та Європі, написавши у квітні 2021 року в Le Figaro:
Коли країна — суспільство, цивілізація — доходить до легалізації евтаназії, у моїх очах вона втрачає будь-яке право на повагу. Знищити її відтепер стає не тільки законним, але й бажаним; щоб щось інше — інша країна, інше суспільство, інша цивілізація — могла мати шанс виникнути натомість.
В інтерв’ю журналу Front Populaire у листопаді 2022 року він заявив:  ««Велика заміна» — це не теорія, це факт. Немає ніякої змови, організованої елітою, але є «переміщення» людей із бідних країн. , де народжуваність висока ... Те, що ми вже бачимо, це те, що люди озброюються, будуть акти опору, зворотні Батаклани, напади на мечеті, а також кафе, популярні серед мусульман ... Мета місцевого французького населення не в тому, щоб мусульмани асимілювалися, а а в тому, щоб вони припинили грабувати та нападати і, при можливості, щоб вони пішли геть». 
Він також звинуватив США в імпорті «пробудженої (woke)» культури до Франції. Далі він додав: «Нашим єдиним шансом на виживання було б те, щоб перевага білої раси стала модною в Сполучених Штатах».
У 2024 році в інтервʼю Financial Times на запитання журналіста про можливе припинення допомоги Україні відповів: «На початку війни я був здивований, бо думав, що Україна була російською. Краще, щоб природа взяла своє».

## Кінематограф
Як режисер:
- 1978 : Cristal de souffrance (чорно-білий німий фільм на 30 хвилин)
- 1982 : Déséquilibres (короткометражний чорно-білий фільм на 12 хвилин)
- 2001 : La Rivière (короткометражний фільм на 16 хвилин)
- 2008 : La Possibilité d'une île

Як сценарист:
- 1999 : Extension du domaine de la lutte, разом з Філіппом Ареоем (Philippe Harel)
- 2004 : Monde extérieur de David Rault, разом з Loo Hui Phang

## Дискографія
- Le Sens du Combat (1996), читання віршів на тлі імпровізованої музики за участі Jean-Jacques Birgé et Martine Viard, éd. Radio-France (France Culture)
- Présence humaine (2000), Мішель Вельбек співає деякі свої тексти на музику Бернара Бургала (Bertrand Burgalat); disque sorti chez Tricatel
- Établissement d'un ciel d'alternance (2007), читання віршів за участі композитора Жана-Жака Бірге (Jean-Jacques Birgé) (GRRR, dist. Orkhêstra)

## Українські переклади
- «Покора». — Харків: «Клуб сімейного дозвілля», 2015. Переклав Іван Рябчій
- Мішель Уельбек. Карта і територія («Фоліо», 2012, ISBN 978-966-03-5921-5) [Архівовано 5 березня 2016 у Wayback Machine.]
- Мішель Уельбек. Розширення поля боротьби («Всесвіт», № 3—4 за 2007 р.)
- Мішель Уельбек. Можливість острова («Фоліо», 2007, ISBN 978-966-03-3778-7)
- Мішель Уельбек. Елементарні частинки («Фоліо», 2005, ISBN 966-03-3236-X)
- Мішель Уельбек. Платформа («Фоліо», 2004, ISBN 966-03-2365-4): [Архівовано 7 березня 2016 у Wayback Machine.]